# Rejon Xaçmaz
Rejon Xaçmaz (azer. Xaçmaz rayonu) – rejon w północno-wschodnim Azerbejdżanie.